# ایمی کاره‌رو
ایمی کاره‌رو (انگلیسی: Aimee Carrero؛ زادهٔ ۱۵ ژوئیهٔ ۱۹۸۸) یک هنرپیشه اهل جمهوری دومینیکن و ایالات متحده آمریکا است. وی از سال ۲۰۰۷ میلادی تاکنون مشغول فعالیت بوده است.
او دانش‌آموختهٔ دانشگاه بین‌المللی فلوریدا در رشتهٔ «روابط بین‌الملل» است.
از فیلم‌ها یا مجموعه‌های تلویزیونی که وی در آن‌ها نقش داشته است می‌توان به آمریکایی‌ها و مک و ریتا اشاره نمود.
والان صداپیشگی شخصیت شی_را(She-Ra)در سریال She-Ra and Princesses of Power را بر عهدهدارد.